# Österreichische Post

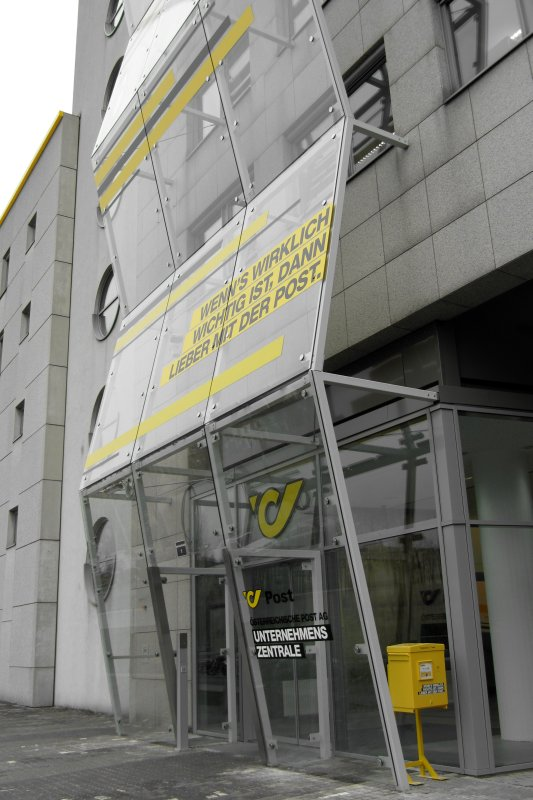
Колишня штаб-квартира у Відні

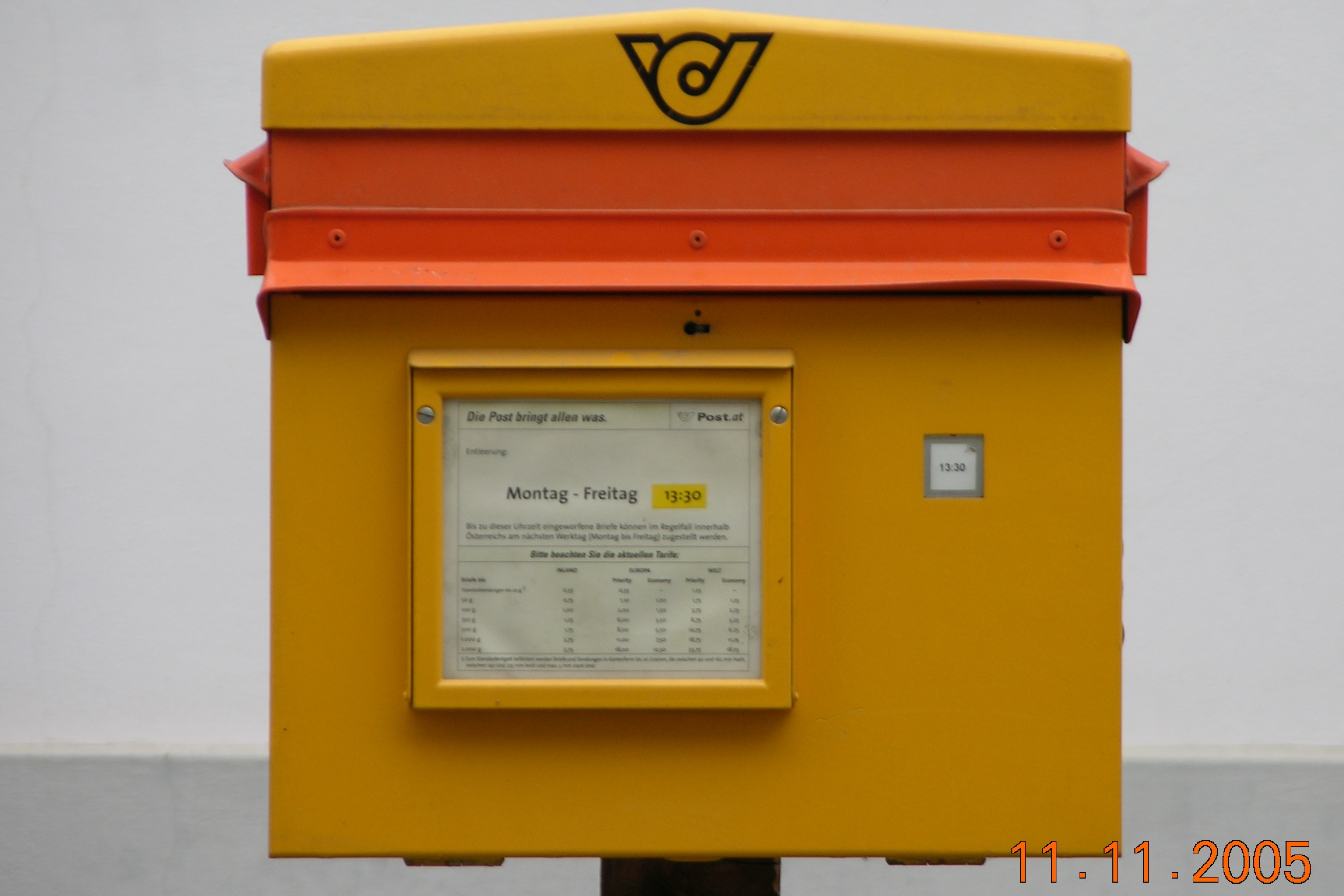
Типова поштова скринька

Österreichische Post (укр. Пошта Австрії) — національний оператор поштового зв'язку Австрії зі штаб-квартирою у Відні. Є компанією у формі aktiengesellschaft та перебуває у підпорядкуванні уряду Австрії. Член Всесвітнього поштового союзу.

## Історія
У 1490 році німецький король Максиміліан I встановив перше постійне поштове сполучення у Європі. Перший поштовий маршрут сполучав Інсбрук з Нідерландами та Італією. У 1722 році імператор Карл VI встановив державну монополію на поштові послуги. За Марії-Терезії та Йосифа II запущено регулярні перевезення пошти спеціальними поштовими диліжансами. У 1787 році поштмейстер Йоганн Георг Хумер представив перший поштовий штемпель.
У 1817 році реорганізовано систему оплати поштових відправлень та облаштовано мережу публічних поштових скриньок. Перша австрійська поштова марка з'явилася за 33 роки. У 1863 році на міжнародній поштовій конференції в Парижі, за одинадцять років до заснування Всесвітнього поштового союзу, були прийняті керівні принципи для укладення міжнародних поштових договорів. Перші листівки розіслані у 1869 році.
Протягом 1875-1956 років у Відні працювала пневматична пошта, яка на завершальному етапі роботи з'єднала 53 станції загальною довжиною 82,5 км. Перша телеграфна мережа введена в дію у 1881 році.
Під час Першої світової війни, у 1916 році, встановлено перші персональні поштові скриньки. У 1918 році розпочато доставку авіапоштою.
У 1966 році створена австрійська система поштових індексів. Перша мережа стільникового зв'язку в Австрії розпочала роботу на базі телеграфної мережі у 1974 році. У середині 1990-х років австрійська пошта запровадила послугу EMS (пріоритетне відправлення листів та посилок).
Першим кроком до подальшої юридичної незалежності австрійської поштової служби було створення Пошти та телекомунікацій Австрії на базі колишньої Австрійської поштово-телеграфної адміністрації у 1996 році. За два роки, у 1998 році, відбулося виокремлення об'єднаного відомства у дві незалежні державні компанії «Österreichische Post AG» та «Telekom Austria».
У 2001 році «Österreichische Post» ввійшла до складу державного холдингу «Österreichische Beteiligungs». У свою чергу придбано 74,9% акцій «Feibra Austria». У 2002 році введений в експлуатацію найбільший у Європі центр обробки пошти у Відні. Тоді ж було придбано активи «Slovak Parcel Service» та «InTime», а за рік «Overseas Trade».
У 2004 році компанія запустила послугу державного страхування. У 2005 році укладено договір на міжнародну доставку з «DPD».
У 2006 році акції компанії вийшли на торги на Віденській фондовій біржі з вільним обігом у 49%. Того ж року запущено сервіс «Post24».
У 2007 році придбано активи «Weber Escal», «Scanpoint», «Road Parcel», «Merland Expressz», «Scherübl», «ST-Media», «City Express». У 2008 році — DDS, VOP, HSH, «24VIP» (нині «ExpressOne»), M&B, ARAS.
Традиційно «Österreichische Post» надавала банківські послуги у співпраці з «Österreichische Postsparkasse», однак у 2017 році угоду про співпрацю було розірвано. У 2019 році «Bank99» став новим партнером Австрійської пошти у сфері фінансових послуг. З 1 квітня 2020 року «Österreichische Post» розпочала надавати банківські послуги від «Bank99» у власних відділеннях.
11 червня 2019 року була представлена перша у світі криптомарка, 150 000 примірників якої номіналом 6,90 євро були розпродані за кілька днів.

## Структура

### Дочірні компанії
«Österreichische Post AG» має володіє активами у Боснії і Герцеговині, Болгарії, Чехії, Німеччині, Хорватії, Чорногорії, Сербії, Словаччині, Туреччині та Угорщині.
| Компанія                                                           | Країна               | Частка  |
| ACL advanced commerce labs GmbH                                    | Австрія              | 70 %    |
| ADELHEID/AEP                                                       | Німеччина            | 50,12 % |
| Adverserve Holding GmbH                                            | Австрія              | 49 %    |
| Aras Kargo                                                         | Туреччина            | 80 %    |
| Austrian Post International Deutschland GmbH                       | Німеччина            | 100 %   |
| City Express d.o.o.                                                | Сербія               | 100 %   |
| City Express Montenegro d.o.o.                                     | Чорногорія           | 100 %   |
| D2D – direct to document GmbH                                      | Австрія              | 48 %    |
| EMD – Elektronische- u. Mikrofilm-Dokumentationssysteme Ges.m.b.H. | Австрія              | 100 %   |
| EURODIS GmbH                                                       | Німеччина            | 20,80 % |
| Express One d.o.o.                                                 | Боснія і Герцеговина | 100 %   |
| Express One Hungary Kft.                                           | Угорщина             | 100 %   |
| Feibra GmbH                                                        | Австрія              | 100 %   |
| In Time                                                            | Чехія                | 31,50 % |
| In Time s.r.o.                                                     | Словаччина           | 100 %   |
| M&BM Express OOD                                                   | Болгарія             | 76 %    |
| OMNITEC Informationstechnologie-Systemservice GmbH                 | Австрія              | 50 %    |
| Overseas Trade d.o.o.                                              | Хорватія             | 100 %   |
| PHS Logistiktechnik GmbH                                           | Австрія              | 26 %    |
| Post E-Commerce GmbH                                               | Австрія              | 100 %   |
| Post Immobilien GmbH                                               | Австрія              | 100 %   |
| Post Systemlogistik GmbH                                           | Австрія              | 100 %   |
| Post Wertlogistik GmbH                                             | Австрія              | 100 %   |
| PROWERB Gesellschaft für produktive Werbung GmbH                   | Австрія              | 100 %   |
| Scanpoint GmbH                                                     | Австрія              | 100 %   |
| Scanpoint Slovakia s.r.o.                                          | Словаччина           | 100 %   |
| Sendhybrid ÖPBD GmbH                                               | Австрія              | 026 %   |
| Slovak Parcel Service s.r.o.                                       | Словаччина           | 100 %   |
| Weber Escal d.o.o.                                                 | Хорватія             | 100 %   |

### Власники
| Частка | Акціонер |
| ------ | --- |
| 52,9 % | Österreichische Beteiligungs AG |
| 47,2 % | Free float (18,9 % в Австрії, 10,3 % континентальній Європі (у тому числі 2,14 % — Пенсійний фонд Норвегії), 9,6 % Великій Британії та Ірландії, 8,2 % Північній Америці, 0,1 % в інших регіонах) |